# OSCAR 17
OSCAR 17 (auch Microsat 2, DOVE, Digital Orbiting Voice Encoder und  DO-17) ist ein brasilianischer Amateurfunksatellit. Er war der erste Satellit Brasiliens und wurde am 22. Januar 1990 als Sekundärnutzlast mit einer Ariane-40-H10-Rakete vom Centre Spatial Guyanais gestartet. Nach dem erfolgreichen Start erhielt der Satellit zusätzlich die OSCAR-Nummer 17 zugewiesen.

## Aufbau und Nutzlast
OSCAR 17 hat die Form eines Würfels mit 15 cm Kantenlänge. Er verfügt über vier Solarzellen.
Seine hauptsächliche Nutzlast war ein Sprachsynthesizer names peacetalker für Ausbildungszwecke mit Downlinks auf 145,825 MHz und 2401,220 MHz. Der rund 12 Kilogramm schwere Satellit ist seit März 1998 nicht mehr in Betrieb.